# Independente Esporte Clube
O Independente Esporte Clube (acrónimo: IEC) é um clube futebolístico brasileiro sediado na cidade de Santana, no estado do Amapá.

## História
A história do Independente iniciou com a chegada da mineradora ICOMI no território santanense, na época pertencente à Macapá, para a exploração do manganês no final da década de 1950. Em 25 de setembro de 1955, ocorreu a fundação do Santana Esporte Clube pelos funcionários da empresa, porém, apenas os executivos podiam jogar e participar dos treinamentos. Isso revoltou os outros funcionários, fazendo com que no dia 19 de janeiro de 1962 o padre Angelo Biraghi junto de outros funcionários e pioneiros da cidade fundassem, na Vila Maia (atual centro de Santana), o "Independente do Santana", nome escolhido para mostrar que eles não eram ligados à empresa, nem ao Santana; mas logo foi trocado para o atual pela sugestão do padre Vitório Galliani, com o objetivo evitar problemas com a empresa, além de homenagear um clube italiano com a mesma denominação.
Devido a problemas econômicos, o clube não disputava o estadual desde 2017, junto com as outras equipes profissionais do Estado, o Independente voltou a disputar o Campeonato Amapaense 2021, após quatro anos longe das atividades.

## Títulos
| REGIONAIS | REGIONAIS                         | REGIONAIS | REGIONAIS                     |
|           | Competição                        | Títulos   | Temporadas                    |
| --------- | --------------------------------- | --------- | ----------------------------- |
|           | Copão da Amazônia                 | 1         | 1989                          |
| ESTADUAIS |                                   |           |                               |
|           | Competição                        | Títulos   | Temporadas                    |
|           | Campeonato Amapaense              | 5         | 1982, 1983, 1989, 1995 e 2001 |
|           | Campeonato Amapaense - 2ª Divisão | 1         | 1966                          |

### Categorias de Base
- Campeonato Ampaense Sub-20: 2007

## Estatísticas

### Participações
|  | Participações em 2025 |

| Competição | Competição           | Temporadas | Melhor campanha       | Estreia | Última | P | R |
| Amapá      | Campeonato Amapaense | 34         | Campeão (5 vezes)     | 1966    | 2025   |   | – |
| Amapá      | Segunda Divisão      | 1          | Vice-campeão (1964)   | 1964    | 1964   | 1 |   |
| Brasil     | Copa do Brasil       | 2          | 1ª fase (2002 e 2024) | 2002    | 2024   |   |   |

### Campeonato Amapaense - 1ª Divisão
| Ano  | 1960 | 1961 | 1962 | 1963 | 1964 | 1965 | 1966 | 1967 | 1968 | 1969 |
| ---- | ---- | ---- | ---- | ---- | ---- | ---- | ---- | ---- | ---- | ---- |
| Pos. | —    | —    | —    | —    | —    | —    | ?º   | —    | —    | —    |
| Ano  | 1970 | 1971 | 1972 | 1973 | 1974 | 1975 | 1976 | 1977 | 1978 | 1979 |
| Pos. | —    | —    | ?º   | ?º   | ?º   | ?º   | ?º   | ?º   | ?º   | —    |
| Ano  | 1980 | 1981 | 1982 | 1983 | 1984 | 1985 | 1986 | 1987 | 1988 | 1989 |
| Pos. | —    | —    | 1º   | 1º   | —    | —    | —    | —    | 2º   | 1º   |
| Ano  | 1990 | 1991 | 1992 | 1993 | 1994 | 1995 | 1996 | 1997 | 1998 | 1999 |
| Pos. | —    | 4º   | 3º   | 3º   | 6º   | 1º   | —    | —    | 4º   | 4º   |
| Ano  | 2000 | 2001 | 2002 | 2003 | 2004 | 2005 | 2006 | 2007 | 2008 | 2009 |
| Pos. | —    | 1º   | 2º   | 2º   | 3º   | —    | —    | —    | 6º   | 9º   |
| Ano  | 2010 | 2011 | 2012 | 2013 | 2014 | 2015 | 2016 | 2017 | 2018 | 2019 |
| Pos. | —    | 7º   | 6º   | 5º   | —    | 4º   | —    | 3º   | —    | —    |
| Ano  | 2020 | 2021 | 2022 | 2023 | 2024 | 2025 |      |      |      |      |
| Pos. | —    | 6º   | 2º   | 2º   | 3º   | 3º   |      |      |      |      |

### Campeonato Amapaense - 2ª Divisão
| Ano  | 1964 |
| Pos. | 2º   |
| ---- | ---- |

### Copa Norte
| Ano  | 1999 | 2002 |
| ---- | ---- | ---- |
| Pos. | 5º   | 11º  |

### Torneio da Integração da Amazônia
| Ano  | 1981 | 1982 | 1983 | 1984 | 1989 | 1990 |
| ---- | ---- | ---- | ---- | ---- | ---- | ---- |
| Pos. | 4º   | ?º   | ?º   | 3º   | 1º   | 2º   |

### Copa do Brasil
| Ano  | 2002 | 2024 |
| ---- | ---- | ---- |
| Pos. | 44º  | 73º  |